# 앨버타 왓슨
앨버타 왓슨(Alberta Watson, 1955년 3월 6일 ~ 2015년 3월 21일)은 캐나다의 배우이다.

## 출연 작품
- 척추신경증 (2009)
- 어웨이 프롬 허 (2006)
- 머더 인 더 햄프턴 (2005)
- My Brother's Keeper (2004)
- 내 남자친구는 왕자님 (2004)
- 체이싱 케인: 페이스 (2002)
- 들개들 (2002)
- 추수가 끝난 후에 (2001)
- 우양의 간계 (2001)
- 타트 (2001)
- 헤드윅 (2001)
- 디플리 (2000)
- 의혹의 씨 (1998)
- 달콤한 후세 (1997)
- 고티 (1996)
- 해커스 (1995)
- 스팽킹 더 멍키 (1994)
- 킬러의 본능 (1993)
- 스트롱 맨 (1991)
- 부활자 (1989)
- 브레이브 (1986)
- 악마의 성 (1983)
- 베스트 리벤지 (1982)
- 솔저 (1982)
- 모니카 (1979)
- 파워 플레이 (1978)

### 텔레비전
- 로앤오더: 범죄 전담반 (1991, 1992)
- 니키타 (1997-2001)
- 니키타 (2011-12)